# I. Henrik ciprusi király
I. Henrik ciprusi király (Kövér Henrik, 1217. május 3. – 1254. január 18.) a Ciprusi Királyság uralkodója volt. Gyermekként került Ciprus trónjára, és uralkodásának hosszú időn át meghatározó témája volt a II. Frigyes német-római császár erőszakos ciprusi és jeruzsálemi beavatkozása elleni küzdelem, illetve az abból kibontakozó háború. Három házasságából mindössze egy gyermek született, aki II. Hugó néven követte a trónon.

## Élete

### Trónra kerülése
Apja, I. Hugó ciprusi király váratlanul bekövetkezett halála után, nyolc hónapos korában, 1218 januárjában került a Ciprusi Királyság trónjára. A hatalmat anyja, Aliz gyakorolta helyette régensként. a sziget ügyeit valójában Alíz nagybátyja és megbízottja (azaz a bailli) Ibelin Fülöp irányította. Később e posztra a régens-királyné Barlais Amalrik bárót szánta, ám őt a ciprusi legfelsőbb bíróság, aminek az uralkodó megválasztásába is beleszólása volt, nem fogadta el. (Aliz el is hagyta a szigetet és Tripoliszba költözött.)

### II. Frigyes beavatkozása, a lombardok háborúja
A szigeten hatalmi harc dúlt a Barlais és az Ibelin családok között. Inkább a Barlais család számíthatott II. Frigyes német-római császár támogatására, aki – mivel a Ciprus Királyság első királya 1197-ben apjától kapta a királyi címet – német-római császárként a sziget hűbérura volt. Frigyes pedig – aki a Jeruzsálemi Királyság régense is volt – ekkor tervezte, hogy keresztes háborúba indul keletre és aktívan igyekezett beavatkozni Ciprus és a Jeruzsálem politikájába. Ezért 1225-ben Ibelin Fülöp elrendelte, hogy a még csak nyolc esztendős Henriket koronázzák Ciprus királyává, biztosítva így azt, hogy nagykorúvá válásakor hatalomra léphessen.
1227-ben, Fülöp halála után a ciprusi legfelsőbb bíróság bátyját, Ibelin Jánost bízta meg a bailli tisztének ellátásával, aki kitartóan védte a sziget feletti uralmat a császár kísérleteivel szemben. Végül a gyermek király és a ciprusi nemesek elismerték Frigyest Ciprus hűbérurának, de nem ismerték el régensnek, mivel továbbra is Aliz volt a törvényes régens. Frigyes hadjárata végeztével 1229-ben még egyszer érintette Ciprust, és ekkor került sor Henrik és a Frigyes által neki választott Montferrati Aliz házasságkötésére – igaz a menyasszony vélhetően nem volt jelen a szertartáson, mivel ekkor még nem érkezett meg a szigetre.
Frigyes öt baillit hagyott maga után Cipruson – Barlais Amalrikot és a Barlais család támogatóit – és meghagyta, hogy az Ibelin-pártiakat száműzni kell a szigetről. Távozásával azonnal polgárháború tört ki, aminek során a Barlais-párt az északi hegyvidéken álló várakba húzódott vissza, és az akkor Dieu d'Amur-nak nevezett Szent Hilárión várába az ifjú királyt is magukkal vitték. Az Ibelin pártiak ostrom alá vették a várakat, amelyek közül Kürénia vára elesett, Szent Hilarión és Kantara pedig 1230-ban megadta magát. Ibelin János lett az új régens, aki nem torolta meg a Barlais párton az Ibelinek sérelmeit.
1232-ben Henrik 15 éves lett, ezzel nagykorúvá vált és átvette a sziget irányítását. Az ezt megelőző év során azonban Frigyes császár rendezte nyugati konfliktusait – így például kibékült a pápával – és figyelme ismét kelet felé fordult. Riccardo Filangieri marsall vezetése alatt 32 gályán többezres sereget küldött a ciprusi és jeruzsálemi királyságokba, hogy ott helyreállítsák fennhatóságát. Filangieri először Ciprusra érkezett, és az Ibelinek száműzését követelte Henriktől, aki visszautasította ezt. Ekkor Filangieri továbbhajózott a Jeruzsálemi Királyságba, és több várost elfoglalt, majd a legfelsőbb bírósággal elismertette Frigyestől kapott bailli kinevezését. Ibelini János kérésére Henrik úgy döntött, hogy a jeruzsálemiek segítségére siet: csapatuk 1232 február 25-én átkelt a tengeren. Óvatosságból arra kényszerítették a császárpárti Barlais Amalrikot, hogy tartson velük. Ám Barlais hamarosan megszökött, sőt a Filangieritől kapott támogatással, lombard csapatok élén visszatért Ciprusra és – amíg Ibelini János és Henrik király a császáriak elleni szövetség felépítésén munkálkodtak – megszállta a szigetet. Csak Szent Hilarión vára – ahol a király két lánytestvére talált menedéket – és a Buffaventói vár volt, amit nem tudott bevenni. Május 2-án éjjel Filangieri Türoszból kitörve, Casal Imbertnél rajtaütött az Ibelin pártiak táborán és vereséget mért rájuk. Ibelin János nem volt jelen, a fiatal Henrik király pedig épphogy megmenekült. Ezt követően Filangieri Ciprusra hajózott, csatlakozott a Szent Hilariónt ostromló Barlaishoz, egyesítve erejét az ottani lombard csapatokkal.
A szárazföldön ragadt ciprusiak mindent megtettek szigetük visszafoglalására. Henrik ciprusi birtokokat ígért azoknak, akik csatlakoznak hozzá, a genovaiaknak pedig adómentességet és városnegyedet ígért Nicosiában, Famagustában és Páfoszon ha segítik a vállalkozást. János és Henrik csapatai élén május 30-án hajózott ki Akkonból. Noha a császáriak serege többször akkora volt mint a ciprusi sereg, a ciprusiaknak sikerült partra szállni Famagustában, míg a császáriak folyamatosan hátráltak az általuk továbbra is ostromlott Szent Hilarión felé. Végül a császáriak – részben annak köszönhetően hogy rosszul választották meg a csata helyszínét – az Agridi csatában vereséget szenvedtek, és Szent Hilarión felszabadult. 
Filangieri Kirénia várába menekült. A vár tíz hónapnyi ostrom után 1233 áprilisában megadta magát – azt követően, hogy a genovaiak újabb segítségével sikerült teljes tengeri blokád alá vonni. Filangierinek és Barlaisnak még volt alkalma Türoszba menekülni. A felek megegyezése nyomán a vár védői szabadon távozhattak és fogolycserére került sor Türosz és Ciprus között. Ezzel Ciprus Henrik fennhatósága alá került.

### Házasságai és öröksége
Kirénia ostroma alatt meghalt a királynő, Henrik felesége, a fiatal Montferatti Aliz. A harcokat megszakították, hogy a királynő holttestét Nicosiába szállíthassák. Férje vélhetően ekkor látta őt először: házasságkötésükkor Aliz még meg sem érkezett a szigetre, amikor pedig megérkezett, férje már a szárazföldön volt.
1246-ban meghalt Henrik anyja, Champagne-i Aliz, aki a Jeruzsálemi Királyság régense volt és ezzel fia a lett a régens. Henrik hatalmát Jeruzsálemben nem közvetlenül, hanem kinevezett baillin keresztül gyakorolta.
Henrik első felesége halála után még kétszer nősült, és egy gyermeke született. Második felesége I. Hetum örmény király testvére, Stefánia volt, akivel 1237-ben kötöttek házasságot. Házasságukból gyermek nem született. Harmadik felesége Antiochiai Plaisance, V. Bohemond antiochiai herceg lánya volt, akivel 1251-ben kötöttek házasságot. Házasságukból egy gyermek Hugó született, aki apjához hasonlóan került a trónra: apja halála után mindössze néhány hónaposan lett Ciprus királya (és a Jeruzsálemi Királyság régense) és helyette anyja lett a régens.